# 雨スポ
雨スポ（あめスポ）とは、讀賣テレビ放送で2005年4月1日から2006年3月24日まで、毎週金曜日25:00～25:30JSTに放送されたスポーツバラエティ番組。時差ネット局は、西日本放送（毎週木曜日25:20～25:50※6日遅れ）のみ。東京・有明のパナソニックセンター有明スタジオで収録しており、制作は読売テレビと吉本興業。2004年4月16日から2005年3月25日まで放送された「雨スポSTYLE」のネット局を減らしてリニューアルした。

## 出演者
- 雨上がり決死隊（宮迫博之・蛍原徹）
- 永島昭浩
- 木夏リオ
- 生島淳（コーナー担当）
- 井田将勝（ナレーション）
- 森若佐紀子アナウンサー（ナレーション）

## スタッフ
- 構成 : 須藤好造、遠藤敬、大塚ヒロノブ、金森匠
- プレーン : 丸山英輝
- コーディネイト : 小坂勝仁
- SW (スイッチャー)  : 山口善弘
- CAM (カメラマン)  : 林謙一郎
- MIX (ミキサー)  : 上野太
- VE (ビデオエンジニア)  : 柴田康司
- LD (ライティングディレクター)  : 藤井隆司
- EED (ビデオ編集)  : 西本武史
- MA : 小野慎也
- SE (音効)  : 江頭博二
- タイトル : 山本正樹
- CG : 伊勢英二
- 美術 : 箕田英二（YTV）、木村文洋
- セットデザイン : 別所晃吉、内山真理子
- 美術進行 : 今井隆之
- スタイリスト : 野村昌司、アースワーク
- メイク : 五十嵐智春
- イラスト : 土車大八
- TK (タイムキーパー)  : 田中彩
- デスク : 宇野佳永子（オフィスりぷる）
- ディレクター : 塩田博、菱田貴樹、藤田英一（YTV）、井村直樹
- 演出 : 田中雅博（YTV）
- プロデューサー : 萩原大（YTV）、山田貢（吉本興業）、加茂忠夫
- 統括 : 阿部裕一（YTV）
- チーフプロデューサー : 乾佐登司（YTV）
- 技術協力 : トラッシュ、アーチェリー、東通AVセンター
- 美術協力 : フジアール、ロゴスコーポレーション、Maruishi
- 収録スタジオ : 有明スタジオ
- 制作協力 : 吉本興業、トラストクリエイション